# Ibn Badis (Constantine)
Ibn Badis (în arabă ابن باديس) este o comună din provincia Constantine, Algeria.
Populația comunei este de 18.735 de locuitori (2008).